# Taras Ilnycki
Taras Iwanowycz Ilnycki, ukr. Тарас Іванович Ільницький (ur. 4 marca 1983 w Bursztynie) – ukraiński piłkarz, grający na pozycji obrońcy, a wcześniej pomocnika.

## Kariera piłkarska

### Kariera klubowa
Wychowanek klubu Enerhetyk Bursztyn, w którym rozpoczął karierę piłkarską. W 1999 przeszedł do klubu Dynamo Kijów. Występował w juniorskich mistrzostwach Ukrainy (DJuFL) oraz w trzeciej i drugiej drużynie Dynama. W rundzie jesiennej sezonu 2002/03 został wypożyczony do CSKA Kijów, a na początku 2003 przeszedł do Zakarpattia Użhorod, w składzie którego 20 lipca 2004 rozegrał pierwszy mecz w Wyższej lidze. W sezonie 2006/07 bronił barw Arsenału Kijów. Latem 2007 przeniósł się do Tawrii Symferopol. Latem 2009 powrócił do Arsenału.

### Kariera reprezentacyjna
W 2001 występował w juniorskiej reprezentacji Ukrainy w turnieju finałowym Mistrzostw Europy U-18 w Finlandii.

## Sukcesy i odznaczenia

### Sukcesy klubowe
- mistrz Ukraińskiej Pierwszej Lihi: 2001, 2004